# Valpromida
La valpromida (comercializado como Depamide®) es un fármaco que se utiliza para el tratamiento de la epilepsia y la manía.
La valpromida es una amida del ácido valproico, con propiedades antiepilépticas y que es metabolizado en el hígado a valproato sódico.
En su mecanismo de acción, aumenta los niveles cerebrales de GABA. La valpromida evita el cúmulo excesivo, rápido y repetitivo de impulsos eléctricos. De esta forma, la actividad nerviosa eléctrica en el cerebro se estabiliza, previniendo ataques y manteniendo normal la actividad cerebral.
Está indicado para epilepsias generalizadas primarias: convulsiva (tónico-clónica), no convulsiva (crisis de ausencia) y mioclónica. También para episodios maníacos asociados a trastorno bipolar, como alternativa al tratamiento con litio.